# Telescop Dobson
Telescopul Dobson este un telescop newtonian așezat pe o montură azimutală simplificată. Este folosit de mulți astronomi amatori.
Pentru a desemna un asemenea instrument, se aude uneori anglicismul telescop dobsonian (care vine din  engleză: Dobsonian telescope), însă, în vorbirea curentă și mai simplu, se folosește termenul Dobson sau, mai afectuos, „Dob”. Cum o indică aceste nume, astronomul amator american John Dobson (1915 – 2014) este la originea acestui concept care găsește din ce în ce mai mulți adepți, mai ales în America și în Europa.

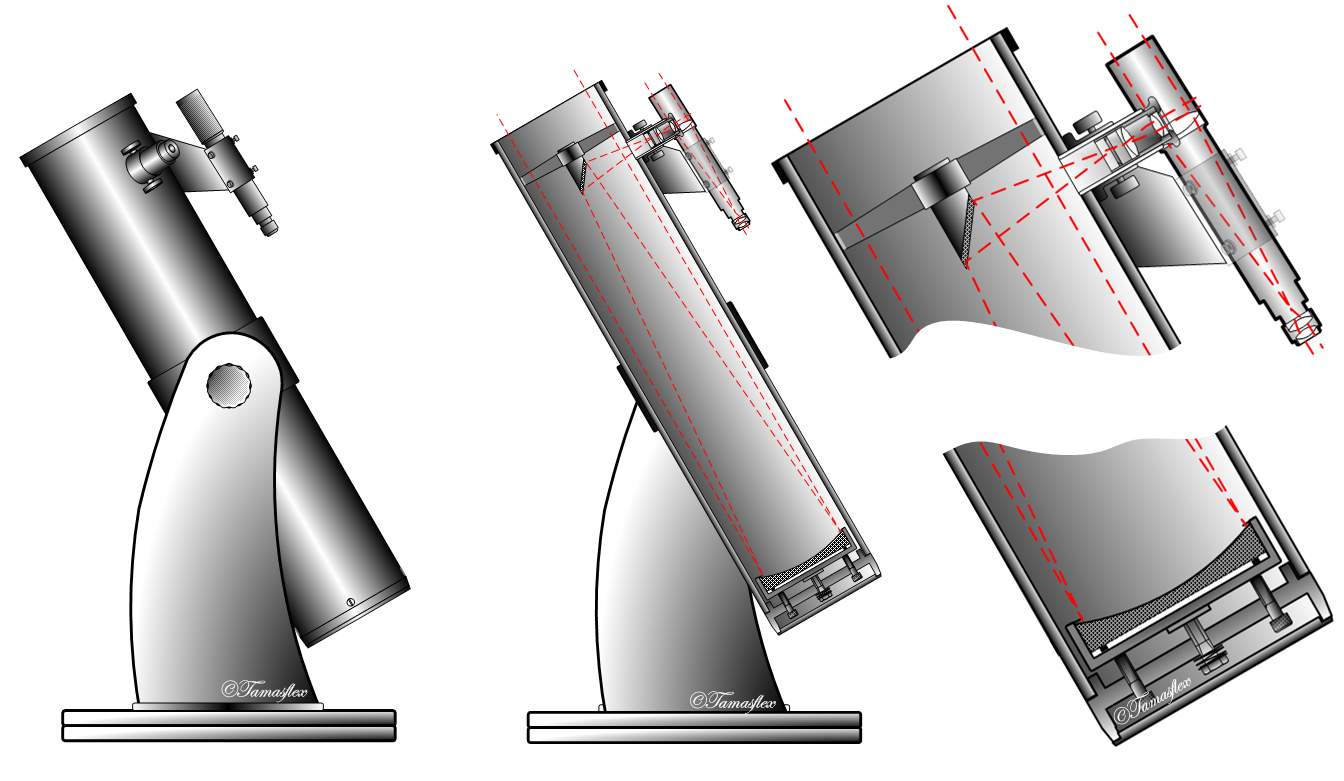
Telescop Dobson

## Concepție originală

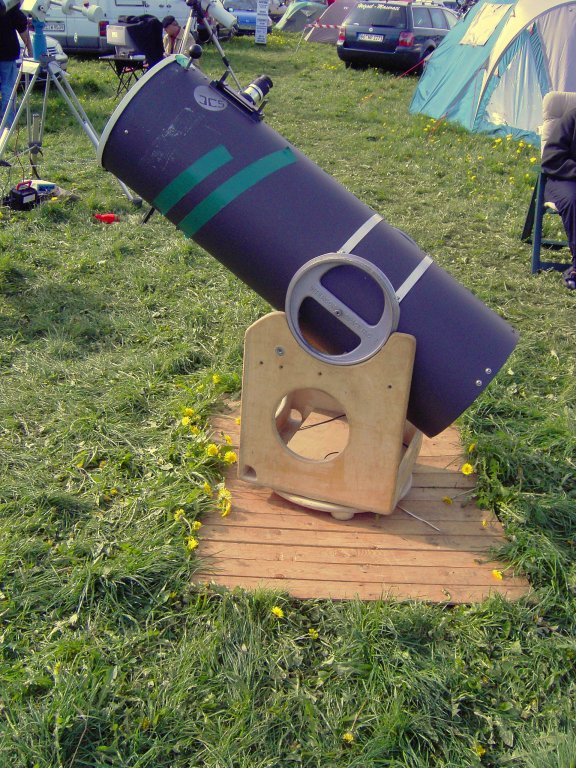
Telescop Dobson (apropiat de conceptul original)

Înainte de anii 1960 și 1970, astronomii amatori nu aveau  câtuși de puțin altă alegere decât să scotocească prin portmonee pentru a găsi material care să le permită observarea cerului nocturn într-un mod aprofundat. Deseori amatorii de observații vizuale erau împiedicați de diametrul limitat al instrumentelor pe care erau în măsură să și le ofere (prețul unui telescop crește, de altfel, în mod exponențial cu diametrul obiectivului), iar singurul mod de a merge mai departe era să se lanseze în astrofotografie, mai fastidioasă și care nu procură aceleași senzații.
După spusele lui John Dobson însuși, acesta și-a tăiat primele oglinzi încă din anii 1950, în cel mai mare secret în mănăstirea sa vedistă californiană. Și-ar fi construit astfel primul telescop (cu diametrul de 130 mm) în 1958, din materiale recuperate, disponibile la fața locului, inclusiv șmirghelul necesar pentru șlefuirea oglinzii.
Un deceniu mai târziu (după ce fusese expulzat din mănăstire pentru lipsă de asiduitate), în 1968, John Dobson a pus la punct, cu membri ai San Francisco Sidewalk Astronomers primul telescop dobsonian (un telescop cu diametrul de 610 mm (24")), pe care l-a prezentat la întâlnirea Riverside Telescope Makers Conference, în 1969.
Ca anecdotă, tubul fiind rigid și nedemontabil, l-a transportat într-un microbuz cumpărat la mâna a doua.
În pofida fragilității construcției primului model, John Dobson a obținut Premiul pentru cea mai bună Optică.
Deși conceptul său a fost controversat (montură azimutală și dedicat observării vizuale, în timp ce toți ceilalți candidați propuneau instrumente pe monturi ecuatoriale și adaptate în general astrofotografiei), Dobson a propus construirea altor instrumente pentru suma modică de 300$. Văzut fiind prețul cerut, succesul a fost imediat.
Remarcând cu ușurință interesele inerente ale sistemului (un telescop cu diametru mare la un cost rezonabil), astronomii amatori americani l-au adoptat repede: telescoapele Dobson de toate mărimile, fabricate într-un week-end (cele mai mici) pe bază de scânduri, cuie și bucăți de țevi, au devenit ceva obișnuit.
De atunci, oricine poate să acceadă la frumusețile cerului profund cu ajutorul câtorva ore de bricolaj. Deși acest lucru nu este prima abordare „Do it yourself” care a văzut lumina zilei în astronomia de amatori, este cu siguranță unul dintre cele mai populare. Astăzi „Dob” se află în cataloagele tuturor vânzătorilor de instrumente astronomice și al numeroșilor constructori, chiar dacă aceștia se specializaseră într-o cu totul altă concepție, ca Schmidt-Cassegrain.

## Very Large Telescopes
Dacă în general este ușor și rapid să se construiască un telescop Dobson de mărime standard (300–400 mm) pornind de la elemente optice și accesorii din comerț, Very Large Telescopes, dobsonienele cu apertura de 1 m sunt atât de mari încât niciun fabricant nu poate să furnizeze oglinda concavă care, în toate cazurile, ar fi excesiv de scumpă.
Aceste dobsoniene gigante cer ca oglinda să fie fabricată manual pe o mașină-unealtă dimensionată. Prețul oglinzii ajunge cu cel puțin 50% mai ieftin față de situația în care proprietarul ar fi trebuit să o cumpere după un catalog, care, în tot cazul, nici nu există.
Aceste modele gigante cer nu numai mai multe mijloace financiare, dar realizarea lor cere mai mult timp decât modelele standard de 300 sau 400 mm. Astfel dobsonianul cu diametrul de 1,1 m f/3.5 al astronomului amator belgian Robert Houdart a necesitat 4 ani de muncă. Oglinda de 105 kg a fost tăiată de expertul american Mike Lockwood.
Recordul este acum deținut de telescopul Dobson fabricat în 2014 de americanul Normand Fullum (de la Optical Fullum), al cărui diametru măsoară 1,27 m f/3.5. El nu-l transportă și l-a fixat în observatorul său privat (deschis ocazional publicului) situat aproape de San José.
Americanul Mike Lockwood (de la Lockwood Custom Optics) este una dintre rarele persoane care fabrică oglinzi de 1 m până la 1,25 m din borosilicat. El lucrează atât pentru universități cât și pentru amatori.

## Diversificarea conceptului

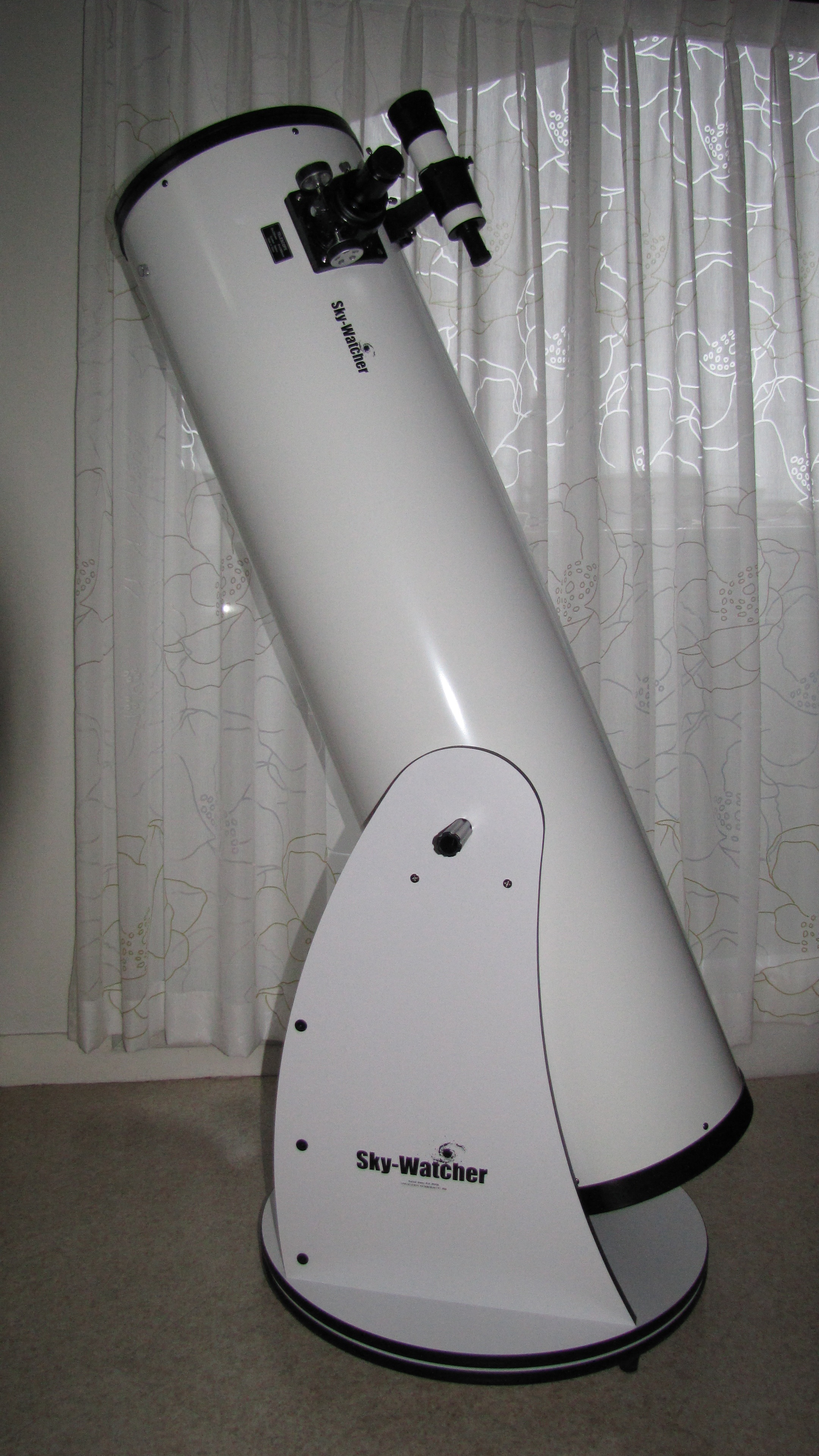
Telescop Dobson de marcă Sky-Watcher (producție industrială)

### Industrializarea de masă
Relativa simplitate a telescoapelor Dobson a permis industriilor să-și însușească un concept puțin costisitor de fabricat și putând astfel să fie propus clienților la tarife competitive. În preajma secolului al XXI-lea, uzine chineze și taiwaneze au trecut la propunerea unor telescoape Dobson (cu tub de metal) de 150, apoi 200, 250 și 300 mm. Nu se poate nega faptul că apariția acestor instrumente în comerț a contribuit la avântul astronomiei moderne de amator: astronomul amator debutant de azi poate să înceapă cu un telescop de 200 mm, acolo unde generația precedentă trebuia să înceapă cu o lunetă de 60 mm sau cu un telescop de 115 mm.

### Un telescop transportabil

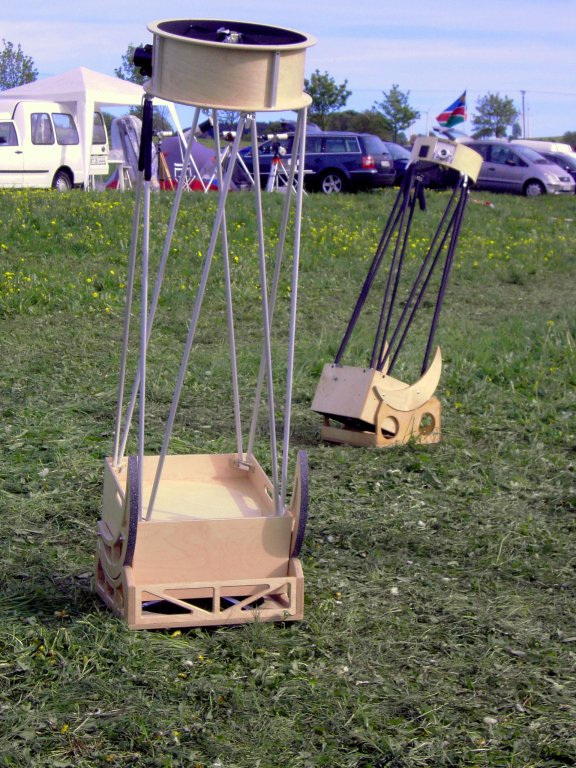
Telescop Dobson (concept modern)

Puși în fața de urbanizării crescânde a teritoriului lor și mai general în fața de recrudescenței poluării luminoase, astronomii amatori au trebuit să se hotărască, cei mai mulți, să se deplaseze pentru observații. Până la sfârșitul anilor 1980, singurele instrumente transportabile erau, în mod obligatoriu, limitate de diametrul obiectivului întrucât lungimea tubului este cel puțin dublă față de diametru. Instrumentele cele mai mari și totuși transportabile aflate în comerț care puteau fi găsite atunci erau cele de tip Schmidt-Cassegrain de 12" (305 mm), în general nepotrivite pentru a fi montate de o singură persoană (peste 20 kg de cocoțat pe montură).
De atunci, câțiva amatori și artizani americani au avut ideea de a înlocui tradiționalul tub plin din carton prin tije metalice triangulate mai puțin incomodante, mai puțin grele, și mai ales demontabile, inspirându-se de la telescopul Hale de 5 m de la Observatorul Palomar. Astfel telescopul Dobson putea să se demonteze în patru părți distincte:
1. leagănul („rocker”) care servește de montură;
2. cutia pentru oglindă, care conține oglinda primară cu butoiașul său, și pe care sunt fixate fusele care sunt așezate pe leagăn;
3. cușca oglinzii secundare în care se găsește oglinda secundară și portocularul destinat primirii instrumentelor observatorului;
4. tuburile (în general în număr de opt) destinate să lege cutia cu oglinda principală de cușca celei secundare și, eventual, după montare, acoperite cu o „șosetă” din țesătură neagră pentru protejarea oglinzii de intemperii și de lumini parazite.